# Macheren
Macheren (deutsch Machern) ist eine französische Gemeinde mit 2827 Einwohnern (Stand 1. Januar 2022) im Département Moselle in der Region Grand Est (bis 2016 Lothringen). Sie gehört zum Arrondissement Forbach-Boulay-Moselle.

## Geografie
Macheren liegt auf einem Höhenrücken zwischen den Flusstälern der oberen Rossel und der Nied, unmittelbar östlich von Saint-Avold. Zu Macheren gehören die Ortsteile Petit-Ebersviller (Klein Ebersweiler), Lenzviller (Lenzweiler) und Moulin-Neuf (früher: Ney-Muhl).

## Geschichte
Macheren wurde 1121 erstmals erwähnt als Machera. Petit-Ebersviller wurde 1220 erstmals als Ebersswilre erwähnt.
Im Wappen spiegeln sich die früheren Abhängigkeiten von Macheren wider: roter Streifen der Herren von Créhange und Löwe von Nassau-Saarbrücken.

### Bevölkerungsentwicklung
| Jahr      | 1962 | 1968 | 1975 | 1982 | 1990 | 1999 | 2011 | 2019 |
| Einwohner | 1044 | 1842 | 1756 | 2063 | 2786 | 2809 | 2909 | 2753 |

## Sehenswürdigkeiten
- Kirche Saint-Thomas aus dem 18. Jahrhundert (Macheren)
- Kirche Saint-Étienne von 1752 (Petit-Ebersviller)

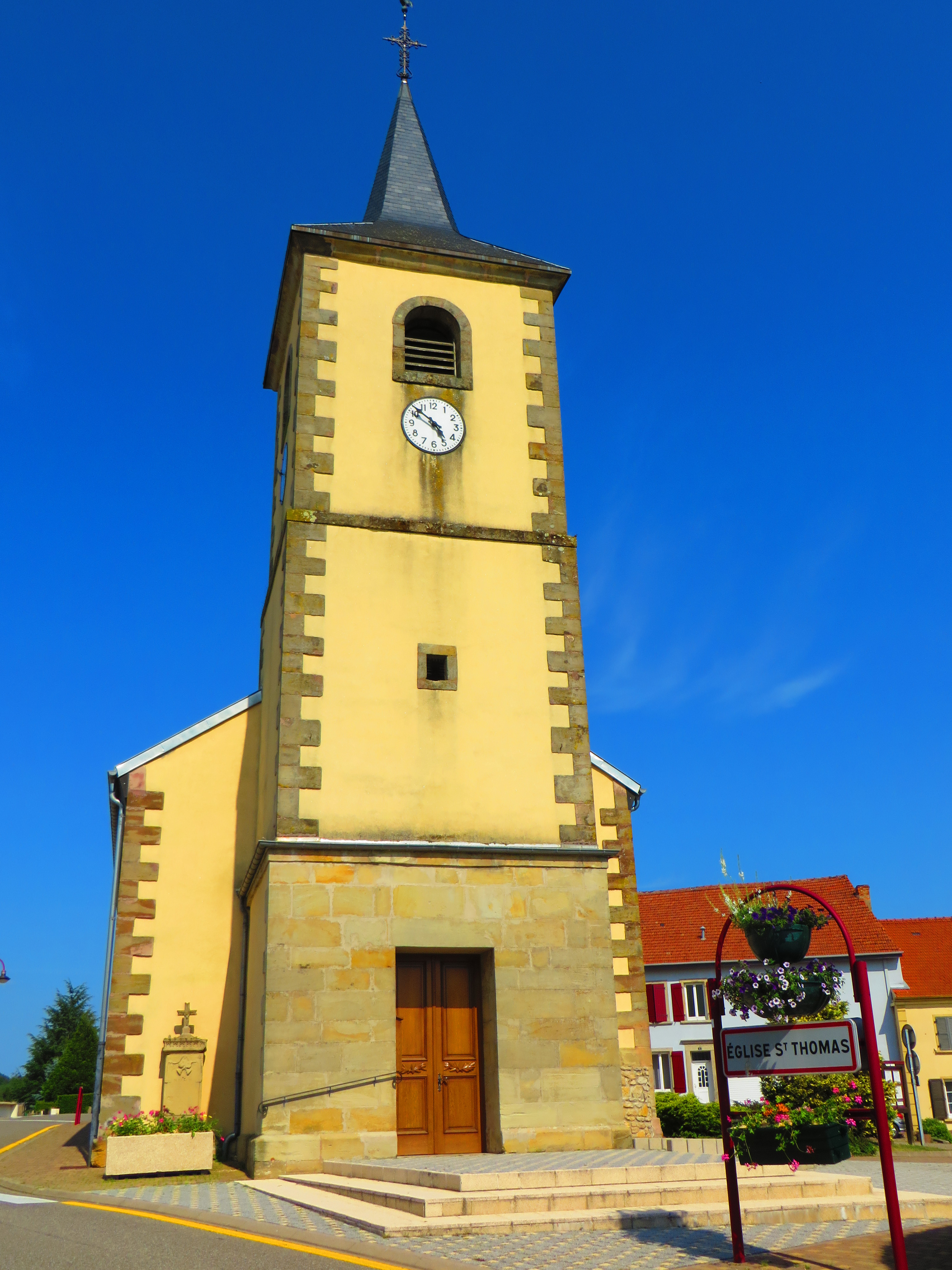
Kirche Saint-Thomas
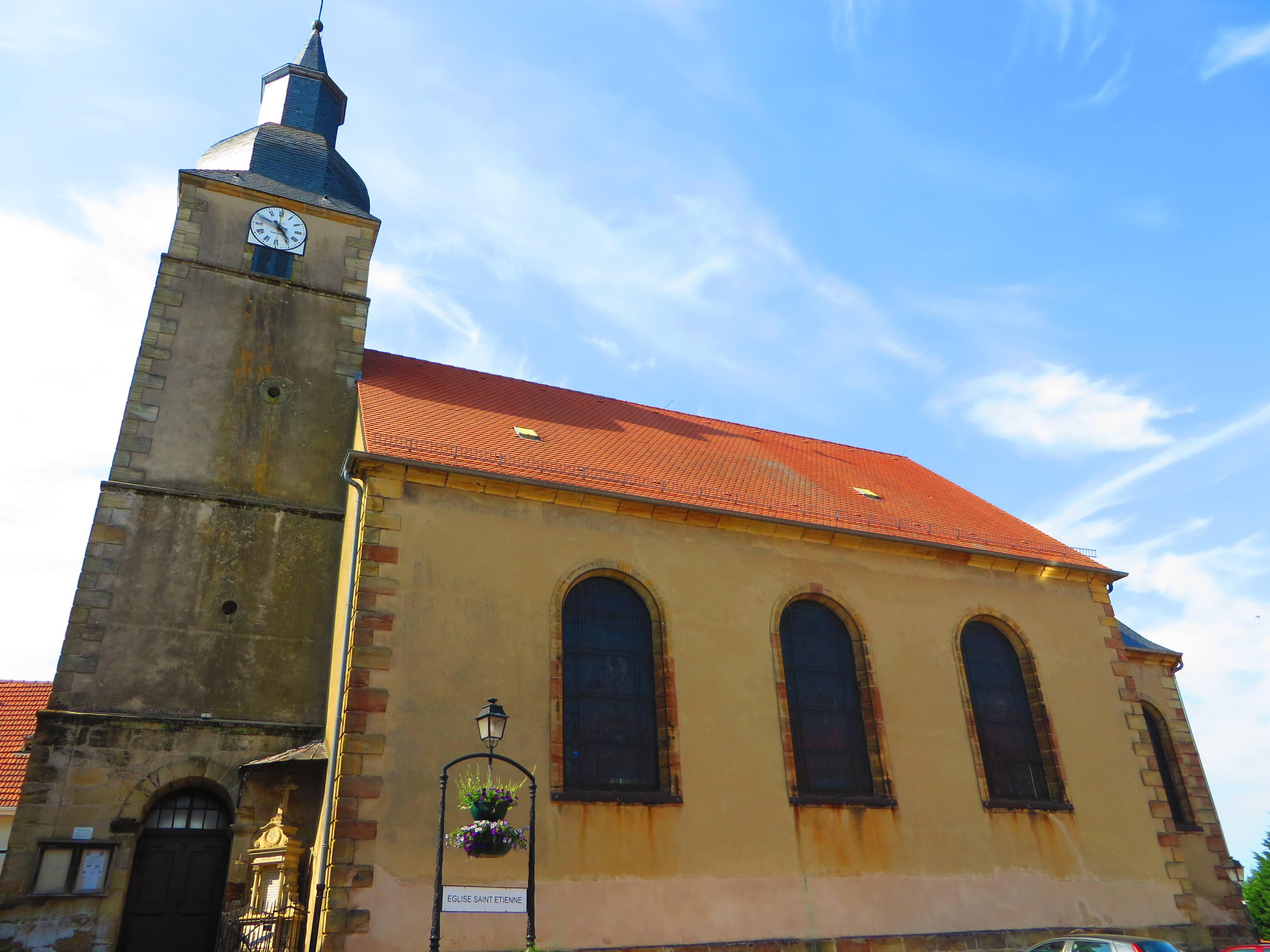
Kirche Saint-Étienne in Petit-Ebersviller
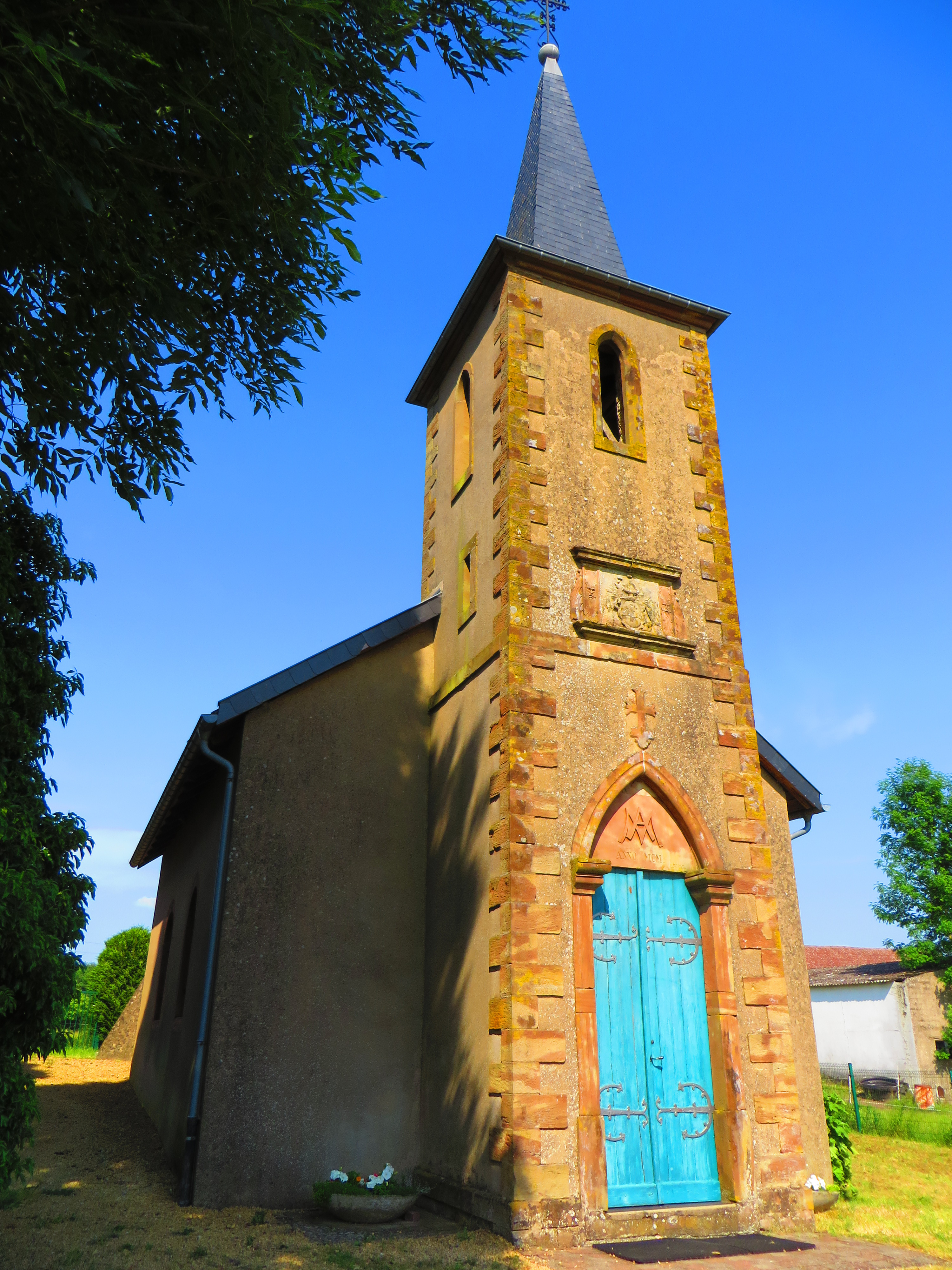
Kapelle Notre-Dame-de-Lorette in Lenzviller
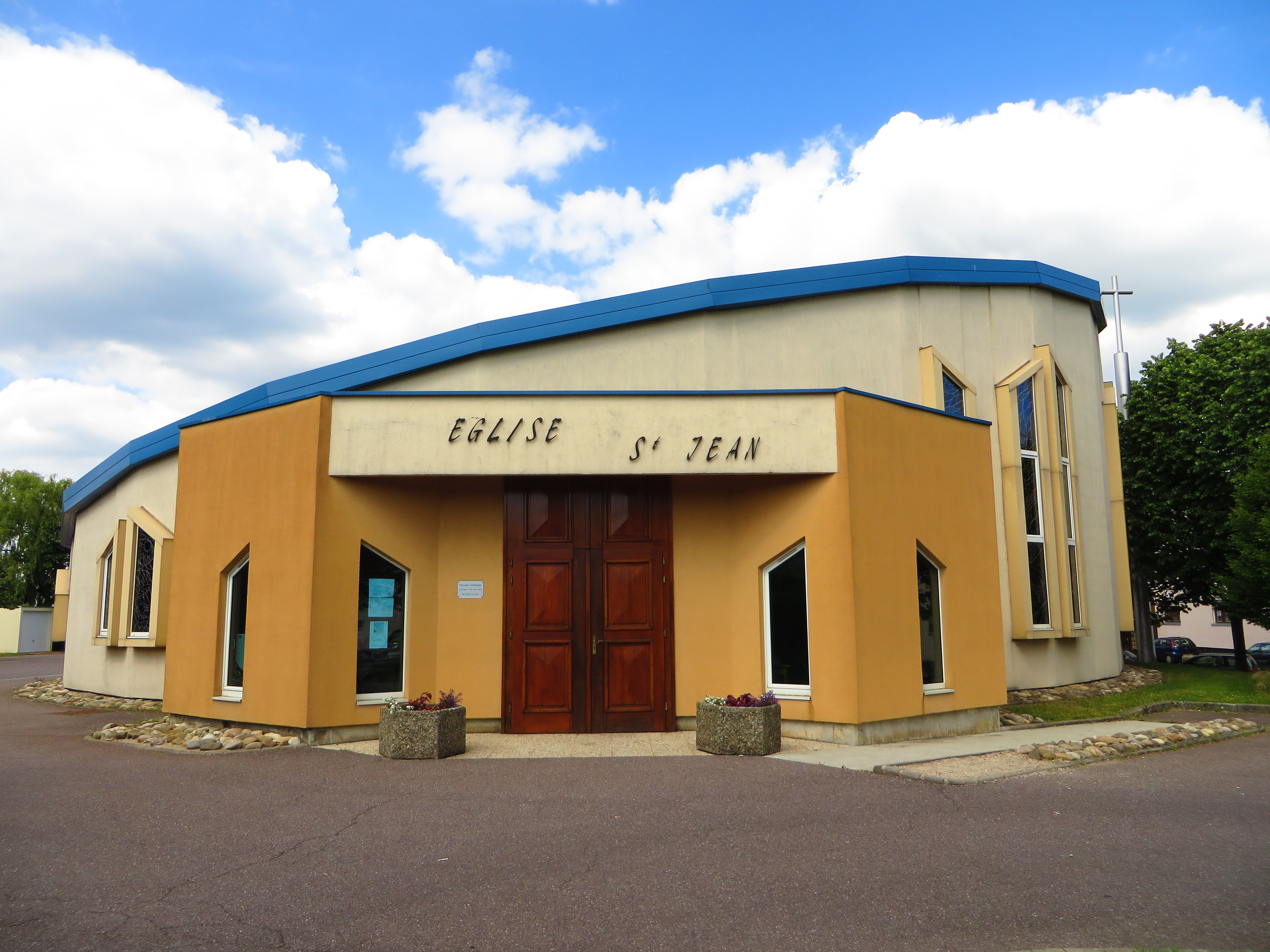
Kirche Saint-Jean-Bosco
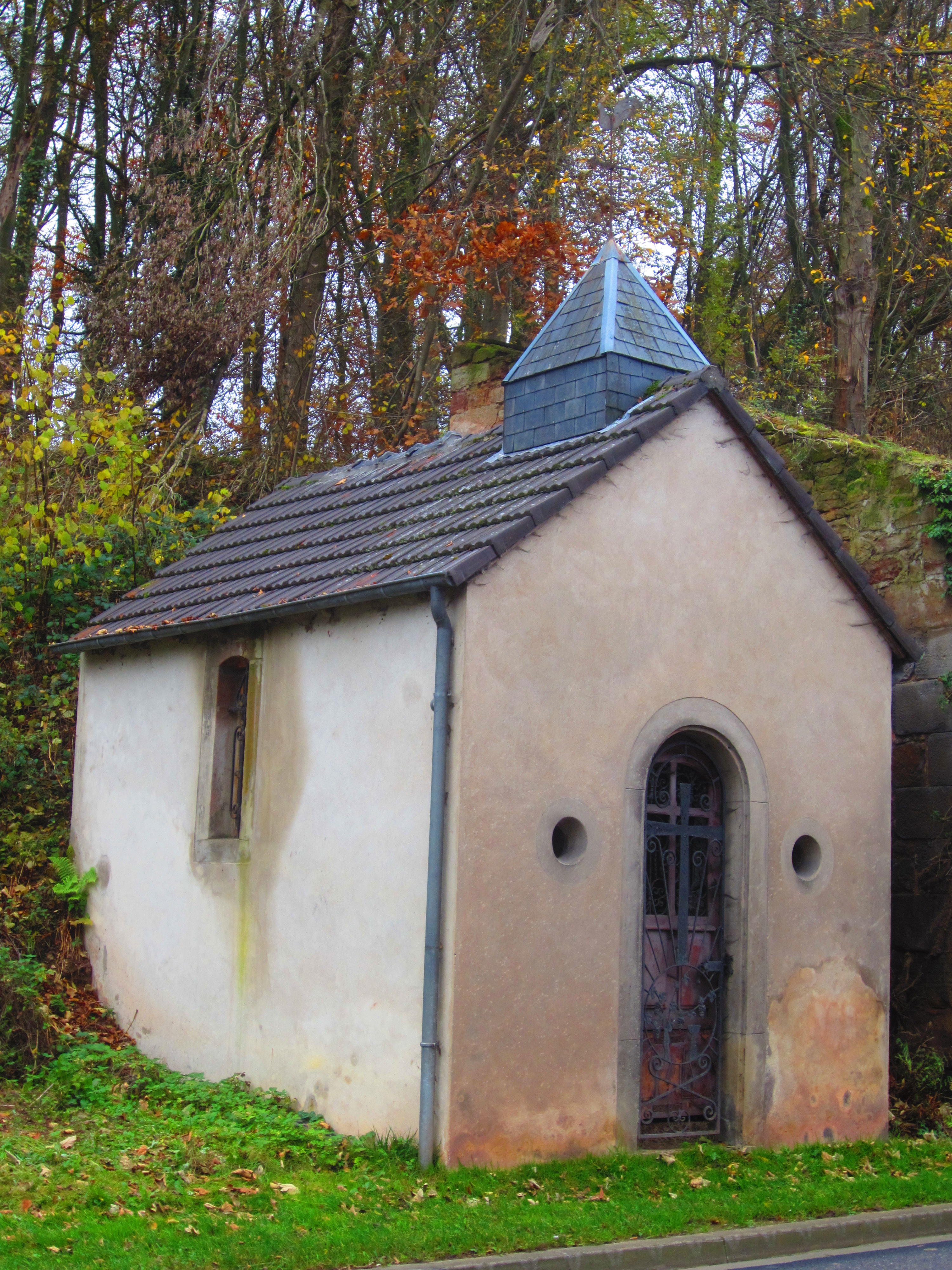
Kapelle Bour (le Moulin Neuf)

## Belege
1. ↑  Administration générale des postes: Dictionnaire des postes aux lettres, contenant les noms des villes, communes et principaux lieux habités de la France. Imprimerie Royale, Paris, 1845.
2. ↑  Wappenbeschreibung auf genealogie-lorraine.fr (französisch)